# Z 100
,,,
Les Z 100 sont une série d'automotrices à voie métrique, construites entre 1908 et 1912 pour la ligne de la Cerdagne et commandées par la compagnie des chemins de fer du Midi. Ces automotrices, plusieurs fois rénovées (1968,1984 et 2024) sont aujourd'hui centenaires et circulent quotidiennement entre Villefranche de Conflent et La Tour de Carol. Elles constituent la série la plus ancienne de véhicules ferroviaires en service à la SNCF.

## Histoire
À l'origine la ligne est équipée de 10 automotrices de 28 tonnes.
- Série Z 101 à 110 : ABDe 1 à 10, devenues ZCDy 101 à 110 en 1950 et ZBDY 102 à 109 en 1956,
  - Z 101, démolie en 1956
  - Z 102
  - Z 103, hors service, non rénovée
  - Z 104
  - Z 105, démolie en 1956, remplacée par la 114
  - Z 106
  - Z 107
  - Z 108
  - Z 109
  - Z 110, démolie en 1957

Une nouvelle série de motrices est construite en 1912 à partir des remorques 11 à 14 et 5 à 8.
- Série Z 111 à 118 :
ABDe 11 à 14, construites en 1912, à partir des remorques 11 à 14, devenues ZCDy 111 à 114, en 1950, ZBDy 111 à 114 en 1956,
ABDe 15 à 18, construites en 1921, à partir des remorques 5 à 8, devenues ZCDY 115 à 118, en 1950, ZBDY 115 à 118, en 1956,
  - Z 111 ex remorque 11
  - Z 112 ex remorque 12, réformée en 1957
  - Z 113 ex remorque 13
  - Z 114 ex remorque 14, devenue Z 105
  - Z 115 ex remorque 5
  - Z 116 ex remorque 6
  - Z 117 ex remorque 7
  - Z 118 ex remorque 8

## Galerie de photographies

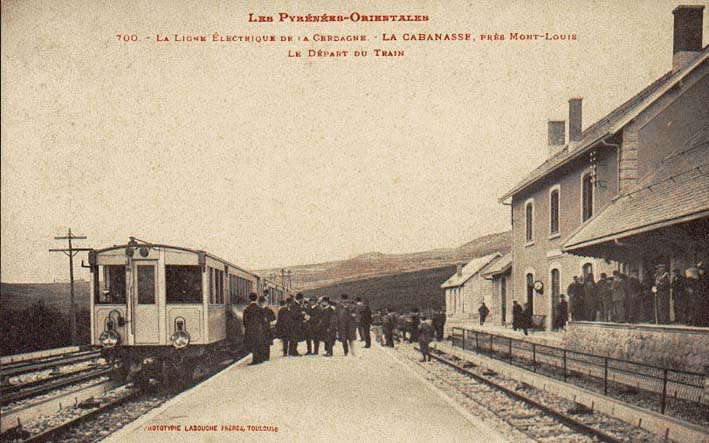
Z 100 en état d'origine à Montlouis.
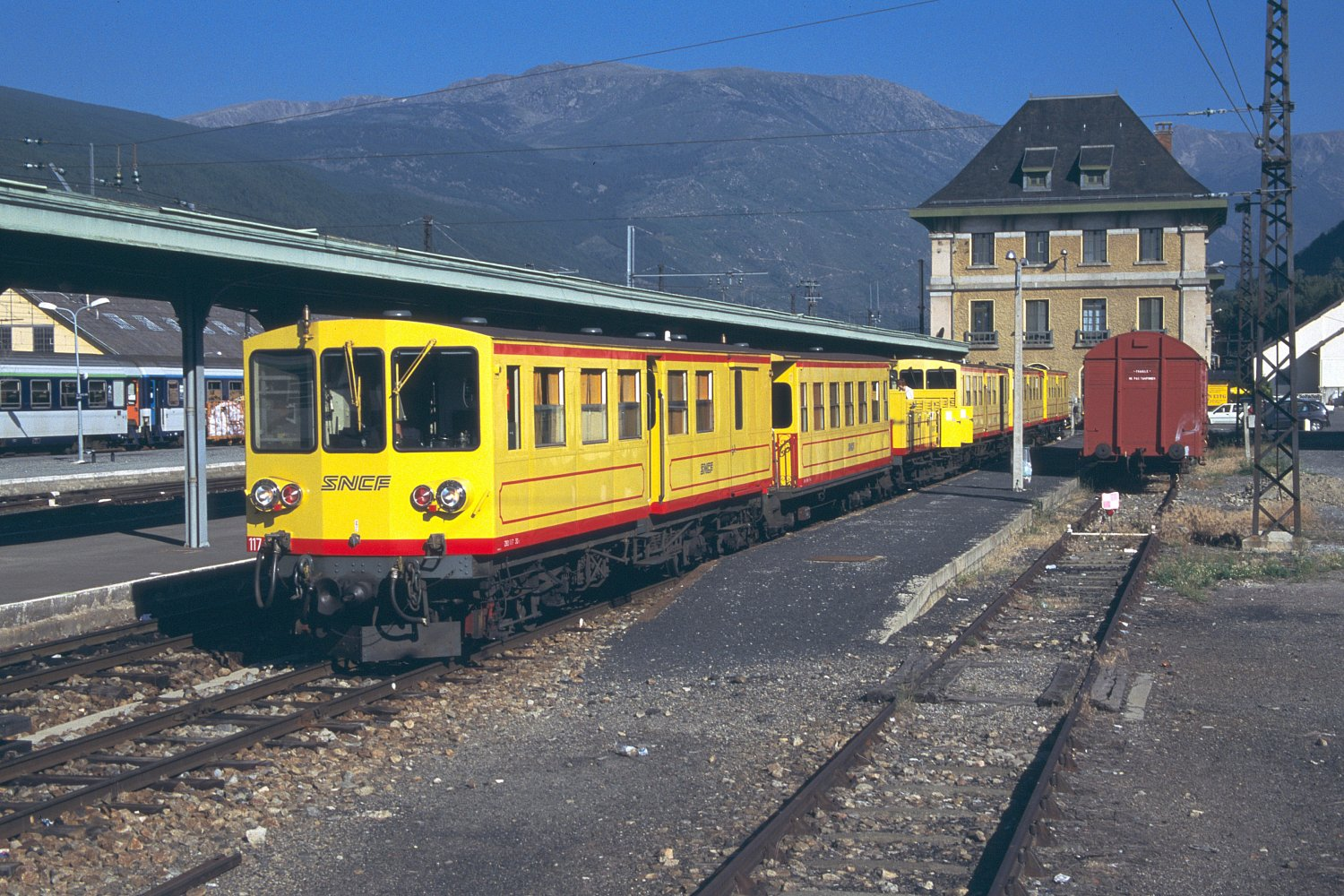
L'automotrice Z 117 en gare de La Tour de Carol.